# باشگاه فوتبال پله
باشگاه فوتبال پله یک باشگاه فوتبال گویانی مستقر در جرج‌تاون است که در لیگ برتر گویان رقابت می‌کند. این باشگاه در سال ۱۹۷۱ تأسیس شد و به نام پله، اسطوره فوتبال برزیل نامگذاری شد.